# Морган (Тексас)
Морган (енгл. Morgan) град је у америчкој савезној држави Тексас. По попису становништва из 2010. у њему је живело 490 становника.

## Демографија
Према попису становништва из 2010. у граду је живело 490 становника, што је 5 (1,0%) становника више него 2000. године.
| Група             | 2000.       | 2010.       |
| Белци             | 287 (59,2%) | 285 (58,2%) |
| Афроамериканци    | 4 (0,8%)    | 0 (0,0%)    |
| Азијати           | 0 (0,0%)    | 0 (0,0%)    |
| Хиспаноамериканци | 171 (35,3%) | 193 (39,4%) |
| Укупно            | 485         | 490         |